# Minamiizu, Shizuoka
Minamiizu (南伊豆町 Minamiizu-chō) là thị trấn thuộc huyện Kamo, tỉnh Shizuoka, Nhật Bản. Tính đến ngày 1 tháng 10 năm 2020, dân số ước tính thị trấn là 7.877 người và mật độ dân số là 72 người/km2. Tổng diện tích thị trấn là 109,9 km2.

## Địa lý

### Đô thị lân cận
- Shizuoka
  - Shimoda
  - Matsuzaki

### Khí hậu
| Dữ liệu khí hậu của Mũi Irōzaki, Minamiizu | Dữ liệu khí hậu của Mũi Irōzaki, Minamiizu | Dữ liệu khí hậu của Mũi Irōzaki, Minamiizu | Dữ liệu khí hậu của Mũi Irōzaki, Minamiizu | Dữ liệu khí hậu của Mũi Irōzaki, Minamiizu | Dữ liệu khí hậu của Mũi Irōzaki, Minamiizu | Dữ liệu khí hậu của Mũi Irōzaki, Minamiizu | Dữ liệu khí hậu của Mũi Irōzaki, Minamiizu | Dữ liệu khí hậu của Mũi Irōzaki, Minamiizu | Dữ liệu khí hậu của Mũi Irōzaki, Minamiizu | Dữ liệu khí hậu của Mũi Irōzaki, Minamiizu | Dữ liệu khí hậu của Mũi Irōzaki, Minamiizu | Dữ liệu khí hậu của Mũi Irōzaki, Minamiizu | Dữ liệu khí hậu của Mũi Irōzaki, Minamiizu |
| Tháng                                      | 1                                          | 2                                          | 3                                          | 4                                          | 5                                          | 6                                          | 7                                          | 8                                          | 9                                          | 10                                         | 11                                         | 12                                         | Năm                                        |
| ------------------------------------------ | ------------------------------------------ | ------------------------------------------ | ------------------------------------------ | ------------------------------------------ | ------------------------------------------ | ------------------------------------------ | ------------------------------------------ | ------------------------------------------ | ------------------------------------------ | ------------------------------------------ | ------------------------------------------ | ------------------------------------------ | ------------------------------------------ |
| Cao kỉ lục °C (°F)                         | 19.2 (66.6)                                | 20.2 (68.4)                                | 21.4 (70.5)                                | 24.3 (75.7)                                | 26.4 (79.5)                                | 30.8 (87.4)                                | 33.9 (93.0)                                | 33.6 (92.5)                                | 31.4 (88.5)                                | 29.6 (85.3)                                | 25.0 (77.0)                                | 22.2 (72.0)                                | 33.9 (93.0)                                |
| Trung bình ngày tối đa °C (°F)             | 11.0 (51.8)                                | 11.5 (52.7)                                | 14.0 (57.2)                                | 17.9 (64.2)                                | 21.2 (70.2)                                | 23.6 (74.5)                                | 27.0 (80.6)                                | 28.8 (83.8)                                | 26.3 (79.3)                                | 22.1 (71.8)                                | 17.9 (64.2)                                | 13.4 (56.1)                                | 19.6 (67.2)                                |
| Trung bình ngày °C (°F)                    | 8.2 (46.8)                                 | 8.5 (47.3)                                 | 11.0 (51.8)                                | 14.9 (58.8)                                | 18.4 (65.1)                                | 21.1 (70.0)                                | 24.5 (76.1)                                | 26.2 (79.2)                                | 23.9 (75.0)                                | 19.7 (67.5)                                | 15.4 (59.7)                                | 10.8 (51.4)                                | 16.9 (62.4)                                |
| Tối thiểu trung bình ngày °C (°F)          | 5.7 (42.3)                                 | 5.7 (42.3)                                 | 8.1 (46.6)                                 | 12.1 (53.8)                                | 16.0 (60.8)                                | 19.1 (66.4)                                | 22.7 (72.9)                                | 24.3 (75.7)                                | 21.8 (71.2)                                | 17.5 (63.5)                                | 13.0 (55.4)                                | 8.3 (46.9)                                 | 14.5 (58.2)                                |
| Thấp kỉ lục °C (°F)                        | −2.1 (28.2)                                | −2.7 (27.1)                                | −0.8 (30.6)                                | 3.4 (38.1)                                 | 8.4 (47.1)                                 | 13.2 (55.8)                                | 14.8 (58.6)                                | 17.4 (63.3)                                | 13.2 (55.8)                                | 9.3 (48.7)                                 | 3.8 (38.8)                                 | −0.7 (30.7)                                | −2.7 (27.1)                                |
| Lượng Giáng thủy trung bình mm (inches)    | 67.7 (2.67)                                | 92.4 (3.64)                                | 147.5 (5.81)                               | 152.2 (5.99)                               | 176.9 (6.96)                               | 236.8 (9.32)                               | 203.3 (8.00)                               | 124.9 (4.92)                               | 186.4 (7.34)                               | 193.8 (7.63)                               | 126.6 (4.98)                               | 72.7 (2.86)                                | 1.758,2 (69.22)                            |
| Lượng tuyết rơi trung bình cm (inches)     | 0 (0)                                      | trace                                      | 0 (0)                                      | 0 (0)                                      | 0 (0)                                      | 0 (0)                                      | 0 (0)                                      | 0 (0)                                      | 0 (0)                                      | 0 (0)                                      | 0 (0)                                      | 0 (0)                                      | trace                                      |
| Số ngày giáng thủy trung bình (≥ 1.0 mm)   | 5.9                                        | 6.9                                        | 10.1                                       | 9.7                                        | 10.3                                       | 12.2                                       | 9.6                                        | 6.6                                        | 10.6                                       | 9.9                                        | 8.5                                        | 6.7                                        | 107                                        |
| Số ngày tuyết rơi trung bình (≥ 1 cm)      | 0                                          | 0.1                                        | 0                                          | 0                                          | 0                                          | 0                                          | 0                                          | 0                                          | 0                                          | 0                                          | 0                                          | 0                                          | 0.1                                        |
| Độ ẩm tương đối trung bình (%)             | 60                                         | 61                                         | 66                                         | 72                                         | 78                                         | 85                                         | 88                                         | 85                                         | 80                                         | 72                                         | 67                                         | 62                                         | 73                                         |
| Số giờ nắng trung bình tháng               | 181.8                                      | 173.3                                      | 183.5                                      | 192.3                                      | 198.4                                      | 141.4                                      | 169.6                                      | 228.4                                      | 179.3                                      | 163.9                                      | 161.8                                      | 181.7                                      | 2.152,7                                    |
| Nguồn: Cục Khí tượng Nhật Bản              |                                            |                                            |                                            |                                            |                                            |                                            |                                            |                                            |                                            |                                            |                                            |                                            |                                            |